# Diocesi di Termoli-Larino

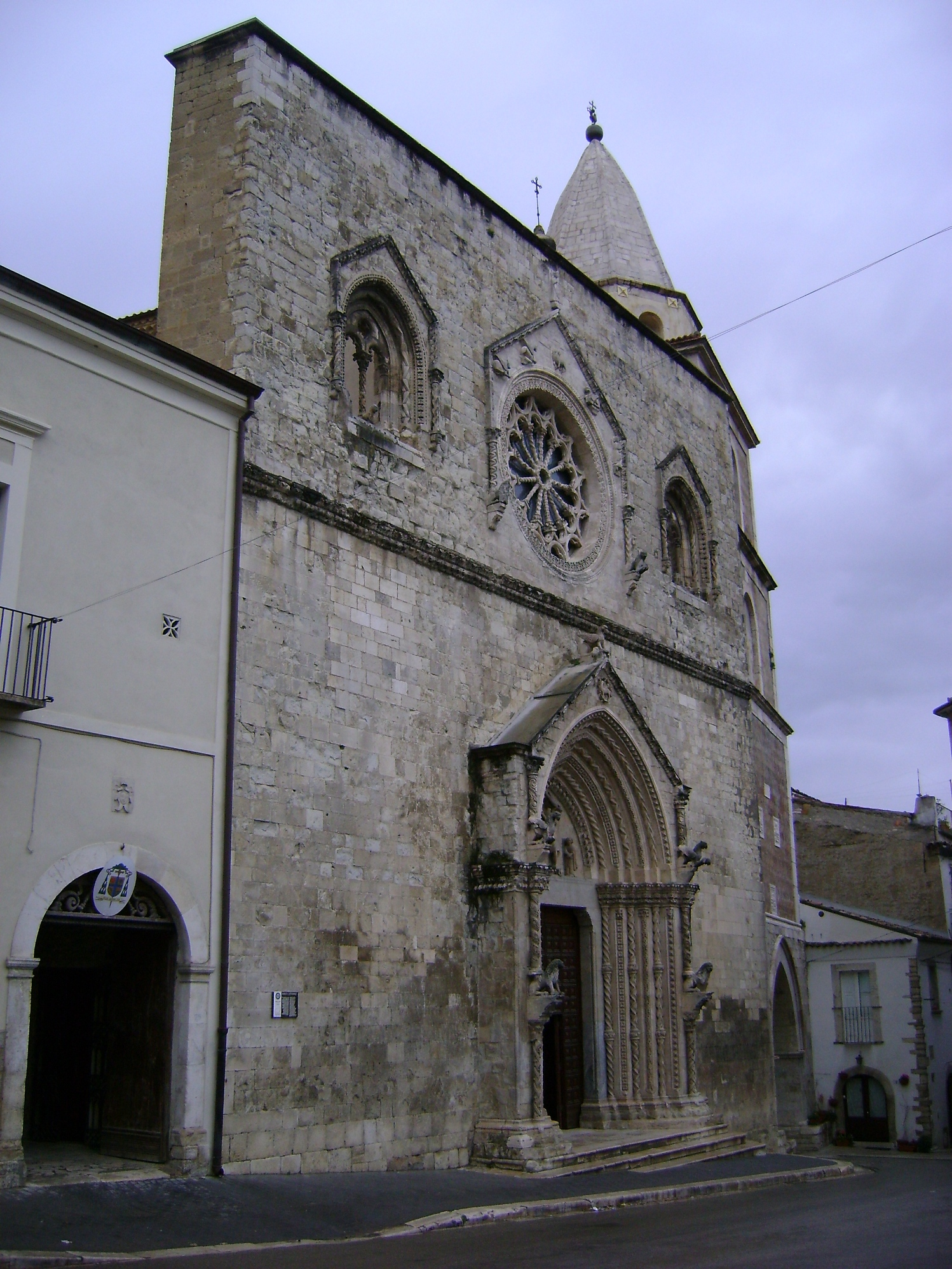
La concattedrale di Larino.

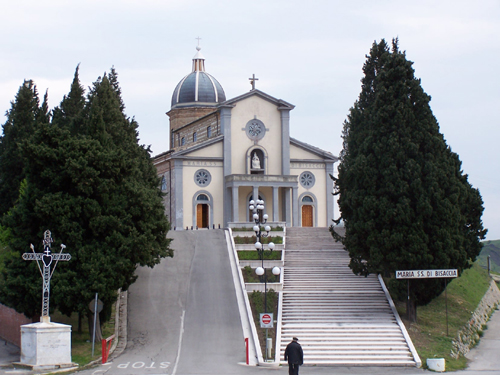
Il santuario di Maria Santissima, a Montenero di Bisaccia.

La diocesi di Termoli-Larino (in latino Dioecesis Thermularum-Larinensis) è una sede della Chiesa cattolica in Italia suffraganea dell'arcidiocesi di Campobasso-Boiano appartenente alla regione ecclesiastica Abruzzo-Molise. Nel 2022 contava 108.800 battezzati su 109.132 abitanti. È retta dal vescovo Claudio Palumbo.

## Territorio
La diocesi comprende 34 comuni molisani in provincia di Campobasso: Acquaviva Collecroce, Bonefro, Campomarino, Casacalenda, Castelbottaccio, Castelmauro, Civitacampomarano, Colletorto, Guardialfiera, Guglionesi, Larino, Lucito, Lupara, Mafalda, Montecilfone, Montelongo, Montemitro, Montenero di Bisaccia, Montorio nei Frentani, Morrone del Sannio, Palata, Petacciato, Portocannone, Provvidenti, Ripabottoni, Rotello, San Felice del Molise, San Giacomo degli Schiavoni, San Giuliano di Puglia, San Martino in Pensilis, Santa Croce di Magliano, Tavenna, Termoli e Ururi.
Sede vescovile è la città di Termoli, dove si trova la basilica cattedrale di Santa Maria della Purificazione. A Larino sorge la concattedrale di San Pardo.

### Parrocchie e zone pastorali
Il territorio si estende su 1.424 km² ed è suddiviso in 51 parrocchie, raggruppate in 4 vicariati: Larino-Campomarino, Montenero di Bisaccia-Castelmauro, Santa Croce di Magliano-Casacalenda, Termoli-San Giacomo degli Schiavoni.

### Eremi e santuari diocesani
Elenco dei santuari e degli eremi presenti in diocesi:
- santuario di Maria SS. Della Vittoria in Valentino, Termoli;
- santuario Madonna della Difesa, Casacalenda;
- santuario Madonna della Salute, Castelmauro;
- santuario Madonna delle Grazie, Termoli;
- santuario Madonna di Santa Giusta, Palata;
- santuario Madonna Grande, Campomarino;
- santuario Maria Santissima di Bisaccia, Montenero di Bisaccia;
- santuario Santi Martiri Larinesi, Larino;
- eremo lavra Stella Maris, Guglionesi.

## Storia
L'odierna diocesi nasce dall'unione nel 1986 di due antiche sedi episcopali, la diocesi di Larino, documentata nel V secolo, e la diocesi di Termoli, eretta nel X secolo.

### Larino
Ignote sono le origini della diocesi di Larino, che è documentata a partire dalla fine del V secolo. Il primo vescovo conosciuto è Giusto, episcopus Larinati, destinatario di una lettera di papa Gelasio I (492-496), che lo autorizza a consacrare a San Michele arcangelo una chiesa fatta costruire dai laici Priscilliano e Felicissimo. Allo stesso Giusto, indicato senza la sede di appartenenza, è probabilmente indirizzata un'altra lettera di Gelasio I, che lo incarica, assieme a Probo di Carmeiano, di indagare sui preti Romolo e Tiziano e sul vescovo di Lucera.
In epoca antica, a Larino è attribuito con certezza un secondo vescovo, Giovanni I, che ricevette una lettera di papa Pelagio I (556-561) con la quale il pontefice lo incaricava di vegliare sulla retta amministrazione dei monasteri del Sannio e della Lucania e lo autorizzava ad escludere i laici dalla loro gestione, affidandone l'incarico a dei preti.
Dal VII secolo non si hanno più notizie di Larino fino alla bolla di papa Marino II del 943, dove la città appare tra i possedimenti della sede beneventana. In questo periodo la Chiesa di Larino è governata da un presbitero, come documentano alcuni diplomi dei principi Landolfo II e Pandolfo I del 952. Con la bolla del 26 maggio 969 papa Giovanni XIII concesse a Landolfo I di Benevento il titolo di arcivescovo, l'uso del pallio e la facoltà di consacrare i suoi vescovi suffraganei, tra cui anche quello di Larino.
Ad eccezione della discussa figura del vescovo Attone (o Azzone), menzionato nella Cronaca di Leone Ostiense al 960 circa, i primi vescovi attribuibili con certezza a Larino appaiono solo nella seconda metà dell'XI secolo: Giovanni II partecipò al sinodo provinciale indetto dal metropolita Udalrico di Benevento nel 1061; Guglielmo partecipò nel 1071 alla consacrazione della basilica di Montecassino e nel 1089 al terzo concilio di Melfi; un vescovo Ruggero di Larino fu testimone, sul finire dell'XI secolo, dei miracoli avvenuti a Benevento per il passaggio delle reliquie di san Nicola. Tra i vescovi del XII secolo si ricordano Giovanni III, che sottoscrisse un diploma del conte Roberto del 1100, Teodaldo, commemorato nel sinodo di Larino indetto nel 1166 dal successore Pietro, a sua volta noto per aver partecipato al concilio lateranense del 1179.
La diocesi vide il sorgere di numerosi monasteri, il più importante dei quali il cenobio di Santa Maria sull'isola di San Nicola nelle Tremiti. Si ricordano ancora il monastero cassinense di Santa Maria in loco Aurole (Ururi), il monastero di Sant'Elena in Pantasia, fondato nel 976, il monastero di Sant'Eustachio in Pantasia e il monastero di Santa Maria de Melanico.
Nel 1288 circa il vescovo Perrone (Petronio) fu sospeso dalle sue funzioni episcopali e la sede data in amministrazione a diversi vescovi: Saba, vescovo di Mileto; Giacomo, vescovo di Malta; Giovanni e Adinolfo, arcivescovi di Benevento; Angelo, già vescovo di Fiesole; ed infine Pasquale, già vescovo di Cassano, che alla morte di Perrone, fu nominato vescovo di Larino.
Il vescovo Fernando de Mudana (1539-1551), spagnolo d'origine, ebbe un figlio, Antonio, prima di intraprendere la carriera ecclesiastica; Antonio fu nominato dal padre vicario generale della diocesi ed amministratore della stessa quando il vescovo era assente.
Il vescovo Belisario Balduino (1555-1591) partecipò al concilio di Trento; al suo ritornò fece la visita pastorale della sua diocesi e nel gennaio 1564 aprì il seminario diocesano, il primo istituito nel mondo cattolico dopo la decisione tridentina. Grande figura di vescovo larinese fu Giovanni Tommaso Eustachio (1612-1616), uomo di cultura e di scienza, autore di opere teologiche, ascetiche e disciplinari; ristabilì il seminario, che aveva sofferto negli anni precedenti; visitò più volte la diocesi e convocò un sinodo diocesano nel 1615. Al vescovo Persio Caracci (1631-1656) si deve la ricostruzione del seminario e del palazzo episcopale; convocò per ben sette volte il sinodo diocesano; ristrutturò il sacello di san Pardo nella cattedrale. Il vescovo Carlo Maria Pianetti (1706-1725) fece dipingere nel palazzo vescovile le effigi dei vescovi suoi predecessori e ricostruì la cattedrale. Tra i vescovi larinesi non si può dimenticare Giovanni Andrea Tria (1726-1741), storico e teologo, autore delle Memorie storiche, civili ed ecclesiastiche della città e diocesi di Larino, pubblicate a Roma nel 1744.
Nel 1938 le isole Tremiti furono scorporate dalla diocesi di Larino ed annesse all'arcidiocesi di Manfredonia. Nel 1985 i comuni di Serracapriola e di Chieuti, in provincia di Foggia, passarono alla diocesi di San Severo.
Al momento dell'unione con Termoli, la diocesi di Larino comprendeva i comuni di Bonefro, Campomarino, Casacalenda, Colletorto, Larino, Montelongo, Montorio nei Frentani, Morrone del Sannio, Portocannone, Provvidenti, Ripabottoni, Rotello, San Giuliano di Puglia, San Martino in Pensilis, Santa Croce di Magliano e Ururi.

### Termoli
Incerte sono le origini della diocesi di Termoli, la cui comunità cristiana appare dipendente dalla Chiesa di Benevento nella bolla con cui papa Agapito II nel 946/947 scomunicava il vescovo Benedetto, che aveva usurpato la sede di Termoli e i diritti dei vescovi di Benevento.
Con la bolla del 26 maggio 969 papa Giovanni XIII concesse a Landolfo I di Benevento il titolo di arcivescovo, l'uso del pallio e la facoltà di consacrare i suoi vescovi suffraganei. Nella bolla del 6 dicembre 983 con cui papa Giovanni XIV confermava le disposizioni del predecessore, furono aggiunti altri vescovi suffraganei, oltre a quelli menzionati nel 969, tra cui anche Termoli. In un altro documento pontificio del 1014 Termoli è esplicitamente menzionata come diocesi suffraganea di Benevento.
Incerta è pure la cronotassi dei vescovi termolesi. La tradizione stabilisce come primo vescovo noto Sicone (o Scio), che avrebbe sottoscritto il diploma pontificio del 969, nel quale tuttavia quello di Termoli non appare tra i vescovi suffraganei di Benevento. I primi vescovi storicamente certi appaiono solo verso la metà dell'XI secolo: Amando, documentato in una carta del 1051; e Niccolò, che prese parte alla consacrazione della chiesa abbaziale di Montecassino nel 1071.
Tra i vescovi di Termoli si ricorda in particolare Federico Mezio (1602-1612), versato nelle lingue antiche, delle cui conoscenze si servì Cesare Baronio nella stesura dei suoi Annales Ecclesiastici.
Il 27 giugno 1818, in seguito al concordato tra Santa Sede e Regno delle Due Sicilie, la diocesi di Termoli si ampliò, incorporando il territorio della soppressa diocesi di Guardialfiera in forza della bolla De utiliori di papa Pio VII.
Il 25 marzo 1947, con la lettera apostolica Grave ac sollemne, papa Pio XII proclamò San Timoteo patrono principale della diocesi, assieme a San Pardo.
Al momento dell'unione con Larino, la diocesi di Termoli comprendeva i comuni di Acquaviva Collecroce, Castelbottaccio, Castelmauro, Civitacampomarano, Guardialfiera, Guglionesi, Lucito, Lupara, Mafalda, Montecilfone, Montemitro, Montenero di Bisaccia, Palata, Petacciato, San Felice del Molise, San Giacomo degli Schiavoni, Tavenna e Termoli.

### Termoli-Larino
Dal 1924 al 1960 le diocesi di Termoli e di Larino furono unite in persona episcopi con il vescovo Oddo Bernacchia. L'unione fu ripresa il 12 giugno 1970 con la nomina per entrambe le diocesi di Pietro Santoro (1970-1979) e poi di Cosmo Francesco Ruppi (1980-1986).
II 21 agosto 1976 in forza della bolla Ad apicem sacerdotalis di papa Paolo VI le diocesi di Termoli e di Larino entrarono a far parte della nuova provincia ecclesiastica dell'arcidiocesi di Boiano-Campobasso.
Il 30 settembre 1986 con il decreto Instantibus votis della Congregazione per i Vescovi le diocesi di Termoli e di Larino sono state unite plena unione e la diocesi risultante ha assunto il nome attuale.

## Cronotassi dei vescovi
Si omettono i periodi di sede vacante non superiori ai 2 anni o non storicamente accertati.

### Vescovi di Termoli
- Benedetto † (menzionato nel 946/947) (usurpatore)

- Scio ? † (menzionato nel 969)[15]
- Amando † (menzionato nel 1051)[13]
- Niccolò † (prima del 1071 - dopo il 1075)[16]
- Iezzolino (Jocelinus) † (menzionato nel 1095)[16]
- Ursone † (menzionato nel 1126)[13]
- Pietro † (menzionato nel 1149)[13]
- Goffredo † (prima del 1178 - dopo il 1179)[13]
- Anonimo † (menzionato nel 1187 e nel 1191)[17]
- Alferio † (menzionato nel 1196 circa)[17]
- Anonimo † (menzionato nel 1199 e nel 1200)[17]
- Anonimo † (menzionato nel 1204)[17]
- Anonimo † (menzionato nel 1208)[17]
- Anonimo † (menzionato nel 1215 e nel 1217)[17]
- Anonimo † (menzionato nel 1220)[17]
- Angelo † (prima del 1224 - dopo il 1226)[17]
- Anonimo † (menzionato nel 1234)[17]
- Stefano † (menzionato dal 1235 al 1241)[17]
- Valentino † (16 ottobre 1254 - dopo il 1270)[17]
- Giovanni ? † (menzionato nel 1265)[18]
- Anonimo † (menzionato nel 1273)[17]
- G. † (menzionato nel 1280)[17]
- Bartolomeo Aldomarisso † (prima del 1304 - 1318 deceduto)
- Giovanni † (20 novembre 1318 - dopo il 1321)
- Bartolomeo † (? - 1352 deceduto)
- Luca † (14 gennaio 1353 - 1364 deceduto)
- Francesco della Stella † (27 novembre 1364 - 1372 deceduto)
- Jacopo Cini da Sant'Andrea, O.P. † (3 settembre 1372 - 1381 deceduto)
  - Giovanni di Sangemini, O.Min. † (7 febbraio 1379 - ?) (antivescovo)
- Domenico del Ciarda, O.S.M. † (circa 1381 - circa 1387 deceduto)
- Andrea † (29 aprile 1388 - 1390 deceduto)
- Costantino † (5 marzo 1390 - 1395 deceduto)
- Pietro † (1º dicembre 1395 - circa 1400 deceduto)
- Tommaso † (circa 1400 - 8 dicembre 1400 nominato vescovo di Montecorvino)
- Antonio † (8 dicembre 1400 - 1403 deceduto)
- Stefano da Civita Castellana, O.Min. † (8 agosto 1403 - 7 luglio 1406 nominato vescovo di Civita Castellana)
- Paolo † (7 luglio 1406 - 1422 deceduto)
- Antonio, O.E.S.A. † (22 novembre 1422 - 1455 deceduto)
- Duccio † (23 gennaio 1455 - 1465 deceduto)
- Leonardo, O.S.B. † (27 maggio 1465 - 1473 deceduto)
- Jacopo † (8 gennaio 1473 - ? deceduto)
- Giovanni de' Vecchi † (9 gennaio 1497 - 1509 deceduto)
- Angelo Antonio Guiliani † (13 luglio 1509 - 1517 deceduto)
- Sancio de Ayerbe † (20 aprile 1517 - 1518 dimesso)
- Antonio Attilio † (5 maggio 1518 - 1536 deceduto)
- Pietro Duranti † (28 ottobre 1536 - 1539 deceduto)
- Vincenzo Duranti † (14 luglio 1539 - 17 agosto 1565 dimesso)
- Marcello Dentice † (17 agosto 1565 - 1569 deceduto)
- Cesare Ferrante † (1º aprile 1569 - 1593 deceduto)
- Annibale Muzi † (31 gennaio 1594 - 11 ottobre 1594 deceduto)
- Francesco Sarto † (12 dicembre 1594 - 1599 deceduto)
- Alberto Drago, O.P. † (29 novembre 1599 - 3 gennaio 1601 deceduto)
- Federico Mezio † (14 gennaio 1602 - 1612 deceduto)
- Camillo Moro † (3 dicembre 1612 - 2 marzo 1626 nominato vescovo di Comacchio)
- Ettore dal Monte † (16 marzo 1626 - luglio 1626 deceduto)
- Gerolamo Cappello, O.F.M.Conv. † (16 novembre 1626 - 1643 deceduto)
- Alessandro Crescenzi, C.R.S. † (13 luglio 1643 - 13 giugno 1644 nominato vescovo di Ortona e Campli)
- Cherubino Manzoni, O.F.M. † (13 luglio 1644 - 1651 deceduto)
- Antonio Leoncello † (3 luglio 1651 - 1653 deceduto)
- Carlo Mannello † (3 febbraio 1653 - 1661 dimesso)
- Fabrizio Maracchi † (13 febbraio 1662 - agosto 1676 deceduto)
- Antonio Savo de' Panicoli † (20 dicembre 1677 - novembre 1687 deceduto)
- Marcantonio Rossi † (14 giugno 1688 - 27 giugno 1688 deceduto)
- Michele Petirro † (6 giugno 1689 - 14 dicembre 1705 nominato vescovo di Pozzuoli)
- Domenico Catalani † (22 febbraio 1706 - ottobre 1709 deceduto)
  - Sede vacante (1709-1718)
- Tommaso Maria Farina, O.P. † (14 marzo 1718 - dicembre 1718 deceduto)
- Salvatore di Aloisio † (15 maggio 1719 - agosto 1729 deceduto)
- Giuseppe Antonio Silvestri † (28 novembre 1729 - maggio 1743 deceduto)
- Isidoro Pitellia, O.M. † (15 luglio 1743 - 22 settembre 1752 deceduto)
- Tommaso Giannelli † (12 marzo 1753 - novembre 1768 deceduto)
- Giuseppe Boccarelli † (12 giugno 1769 - 1781 deceduto)
  - Sede vacante (1781-1792)
- Anselmo Maria Toppi, O.S.B. † (18 giugno 1792 - 1799 deceduto)
  - Sede vacante (1799-1819)
- Giovanni Battista Bolognese † (29 marzo 1819 - 19 aprile 1822 nominato vescovo di Andria)
- Pietro Consiglio † (3 marzo 1824 - 13 marzo 1826 nominato arcivescovo di Brindisi)
- Gennaro de Rubertis † (9 aprile 1827 - 1º settembre 1845 deceduto)
- Domenico Ventura † (21 dicembre 1846 - 20 aprile 1849 nominato arcivescovo di Amalfi)
  - Pietro Bottazzi † (15 aprile 1849 - 5 settembre 1851) (amministratore apostolico)
- Vincenzo Bisceglia † (5 settembre 1851 - 12 febbraio 1889 deceduto)
- Raffaele di Nonno, C.SS.R. † (12 febbraio 1889 succeduto - 16 gennaio 1893 nominato arcivescovo di Acerenza e Matera)
- Angelo Balzano † (16 gennaio 1893 - 29 aprile 1909 dimesso[19])
- Giovanni Capitoli † (29 aprile 1909 - 14 febbraio 1911 nominato vescovo di Bagnoregio)
- Rocco Caliandro † (28 marzo 1912 - 14 marzo 1924 deceduto)
- Oddo Bernacchia † (28 ottobre 1924 - 19 marzo 1962 dimesso[20])
- Giovanni Proni † (18 aprile 1962 - 10 marzo 1970 nominato vescovo di Bertinoro e vescovo coadiutore di Forlì)
- Pietro Santoro † (12 giugno 1970 - 15 ottobre 1979 nominato arcivescovo di Boiano-Campobasso)
- Cosmo Francesco Ruppi † (13 maggio 1980 - 30 settembre 1986 nominato vescovo di Termoli-Larino)

### Vescovi di Larino
- Giusto † (menzionato nel 492/496)[21]
- Aprile ? † (circa 492/496 - dopo il 501)[22]
- Giovanni I † (menzionato nel 556/561)[23]
  - Sede soppressa
- Attone (o Azzone) ? † (menzionato nel 960 circa)[24]
- Giovanni II † (menzionato nel 1061)
- Guglielmo † (prima del 1071 - dopo il 1089)[5]
- Ruggero † (fine XI secolo)[5]
- Giovanni III † (menzionato nel 1100)[5]
- Teodaldo † (prima del 1166)[5]
- Pietro † (prima del 1166 - dopo il 1182)[25]
- Anonimo † (menzionato nel 1187 e nel 1191)[26]
- Giovanni † (menzionato nel 1200 e nel 1201)[26]
- Rainaldo † (menzionato nel 1205)[26]
- Anonimo † (menzionato nel 1215 e nel 1217)[26]
- Matteo † (menzionato nel 1218)[26]
- Anonimo † (menzionato nel 1219)[26]
- Giovanni Bos de Ravello † (menzionato nel 1221)[26]
- Roberto † (prima del 1224 - dopo il 1227)[26]
- Anonimo † (menzionato nel 1236)[26]
- Stefano † (menzionato nel 1240)[26]
- Gualtiero de' Gualtieri † (circa 1250 - 23 ottobre 1254 nominato arcivescovo di Amalfi)
- Bartolomeo da Benevento, O.P. † (1254 - 18 febbraio 1264 nominato vescovo di Amelia)[27]
- Farolfo † (menzionato nel 1267 circa)[26]
- Anonimo † (menzionato nel 1275/1276|76 e nel 1279)[26]
- Perrone (Petronio) † (1285 - circa 1309 deceduto)[26]
  - Saba † (circa 1289 - 1298 deceduto) (amministratore apostolico)
  - Giacomo † (? - 1299 deceduto) (amministratore apostolico)
  - Giovanni † (8 maggio 1299 - ? dimesso) (amministratore apostolico)
  - Adinolfo † (2 gennaio 1301 - ? dimesso) (amministratore apostolico)
  - Angelo † (11 aprile 1301 - 2 novembre 1303 nominato vescovo di Modone) (amministratore apostolico)
  - Pasquale † (12 febbraio 1304 - 15 luglio 1309 nominato vescovo) (amministratore apostolico)
- Pasquale † (15 luglio 1309 - ?)
- Raone de Comestabolo † (menzionato nel 1318)
- Giovanni Andrea † (menzionato nel 1338)
- Delfino † (? - 1344 deceduto)
- Andrea da Bari, O.F.M. † (28 maggio 1344 - 1365 deceduto)
- Bertrando, O.P. † (5 settembre 1365 - dopo il 1368 deceduto)
- Sabino † (21 giugno 1370 - 1401 deceduto)
- Pietro † (11 luglio 1401 - 12 marzo 1410 deceduto)
- Rinaldo † (13 febbraio 1413 - dopo il 1415)
- Giovanni IV † (1417 - 1418 deceduto)
- Domenico de' Fontani † (27 luglio 1418 - ?)[28]
- Filippo † (2 ottobre 1427 - ?)
- Aurone † (menzionato nel 1436)
- Giovanni Leone, O.P. † (16 settembre 1440 - ? deceduto)
- Antonio de' Misseri † (4 maggio 1463 - ? deceduto)
- Bonifacio † (1º settembre 1488 - 1492 deceduto)
- Pietro de' Petrucci † (? - 1503)[29]
- Giacomo de' Petrucci, O.F.M.Obs. † (24 aprile 1503 - dopo il 1523 deceduto)
- Gian Francesco Cina † (? - 13 gennaio 1527 nominato arcivescovo titolare di Nazareth)
- Domenico Cina † (13 gennaio 1528 ? - ? deceduto)
- Giacomo Sedati † (28 marzo 1530 - 1539 deceduto)
- Fernando de Mudana † (29 ottobre 1539 - 1551 deceduto)
- Gian Francesco Borengo † (11 novembre 1551 - 1555 dimesso) (vescovo eletto)
- Belisario Balduino † (17 giugno 1555 - 1591 deceduto)
- Gerolamo Vela † (6 marzo 1591 - 21 novembre 1611 deceduto)
- Giovanni Tommaso Eustachio, C.O. † (9 gennaio 1612 - 1616 dimesso)
- Gregorio Pomodoro † (30 maggio 1616 - 26 dicembre 1626 deceduto)
- Pietro Paolo Caputo † (3 aprile 1628 - 29 luglio 1628 deceduto)
  - Sede vacante (1628-1631)
- Persio Caracci † (8 gennaio 1631 - 1656 dimesso)
- Ferdinando Apicello † (28 agosto 1656 - 8 ottobre 1682 deceduto)
- Giambattista Quaranta † (14 giugno 1683 - 9 settembre 1685 deceduto)
- Giuseppe Catalani † (1º aprile 1686 - 1º maggio 1703 deceduto)
- Gregorio Compagni, O.P. † (25 giugno 1703 - 17 settembre 1705 deceduto)
- Carlo Maria Pianetti † (17 maggio 1706 - 2 agosto 1725 deceduto)
- Paolo Collia, O.M. † (19 novembre 1725 - 23 dicembre 1726 nominato vescovo di Nicotera)
- Giovanni Andrea Tria I † (23 dicembre 1726 - 13 dicembre 1741 dimesso[30])
- Giovanni Andrea Tria II † (22 gennaio 1742 - 20 agosto 1747 deceduto)
- Scipione de' Lorenzi † (20 novembre 1747 - 24 giugno 1772 deceduto)
- Giovanni Antonio Francisco de Nobili, S.P. † (7 settembre 1772 - novembre 1774 deceduto)
- Carlo di Ambrosio † (11 settembre 1775 - 16 luglio 1796 deceduto)
- Filippo Bandini † (29 gennaio 1798 - 1806 deceduto)
  - Sede vacante (1806-1818)
- Raffaele Lupoli, C.SS.R. † (25 maggio 1818 - 12 dicembre 1827 deceduto)
- Vincenzo Rocca † (21 maggio 1829 - 29 maggio 1845 deceduto)
- Pietro Bottazzi † (24 novembre 1845 - 22 luglio 1858 deceduto)
- Francesco Giampaolo † (20 giugno 1859 - 9 aprile 1888 dimesso[31])
- Vito Antonio Fioni † (1º giugno 1888 - 8 marzo 1891 dimesso[32])
- Bernardino Di Milia, O.F.M.Cap. † (4 giugno 1891 - 6 aprile 1910 deceduto)
- Emidio Trenta † (9 dicembre 1910 - 17 luglio 1914 nominato vescovo di Viterbo e Tuscania)
- Antonio Lippolis † (1º giugno 1915 - 15 dicembre 1923 nominato vescovo di Ugento)
- Oddo Bernacchia † (1º ottobre 1924 - 11 novembre 1960 dimesso)
- Costanzo Micci † (11 novembre 1960 - 15 agosto 1966 nominato amministratore apostolico di Fano)
  - Sede vacante (1966-1970)
- Pietro Santoro † (12 giugno 1970 - 15 ottobre 1979 nominato arcivescovo di Boiano-Campobasso)
- Cosmo Francesco Ruppi † (13 maggio 1980 - 30 settembre 1986 nominato vescovo di Termoli-Larino)

### Vescovi di Termoli-Larino
- Cosmo Francesco Ruppi † (30 settembre 1986 - 7 dicembre 1988 nominato arcivescovo di Lecce)
- Domenico Umberto D'Ambrosio (14 dicembre 1989 - 27 maggio 1999 nominato arcivescovo di Foggia-Bovino)
- Tommaso Valentinetti (25 marzo 2000 - 4 novembre 2005 nominato arcivescovo di Pescara-Penne)
- Gianfranco De Luca (22 aprile 2006 - 7 dicembre 2024 ritirato)
- Claudio Palumbo, dal 7 dicembre 2024

## Vescovi oriundi della diocesi
- Leo Boccardi (San Martino in Pensilis, 15 aprile 1953), arcivescovo titolare di Bitetto, nunzio apostolico
- Antonio D'Angelo (Castelmauro, 2 marzo 1971), arcivescovo metropolita dell'Aquila

## Statistiche
La diocesi nel 2022 su una popolazione di 109.132 persone contava 108.800 battezzati, corrispondenti al 99,7% del totale.
| anno                      | popolazione | popolazione | popolazione | presbiteri | presbiteri | presbiteri | presbiteri                | diaconi | religiosi | religiosi | parrocchie |
| anno                      | battezzati  | totale      | %           | numero     | secolari   | regolari   | battezzati per presbitero | diaconi | uomini    | donne     | parrocchie |
| ------------------------- | ----------- | ----------- | ----------- | ---------- | ---------- | ---------- | ------------------------- | ------- | --------- | --------- | ---------- |
| diocesi di Termoli        |             |             |             |            |            |            |                           |         |           |           |            |
| 1950                      | 69.500      | 70.000      | 99,3        | 46         | 46         |            | 1.510                     |         |           | 50        | 21         |
| 1970                      | 59.000      | 60.000      | 98,3        | 42         | 40         | 2          | 1.404                     |         | 2         | 80        | 24         |
| 1980                      | 63.150      | 65.200      | 96,9        | 47         | 42         | 5          | 1.343                     |         | 5         | 92        | 25         |
| diocesi di Larino         |             |             |             |            |            |            |                           |         |           |           |            |
| 1949                      | 71.800      | 72.000      | 99,7        | 51         | 51         |            | 1.407                     |         |           | 42        | 22         |
| 1969                      | 59.500      | 60.000      | 99,2        | 48         | 38         | 10         | 1.239                     |         | 13        |           | 23         |
| 1978                      | 53.400      | 53.700      | 99,4        | 41         | 36         | 5          | 1.302                     | 1       | 6         | 110       | 23         |
| diocesi di Termoli-Larino |             |             |             |            |            |            |                           |         |           |           |            |
| 1990                      | 104.500     | 105.500     | 99,1        | 83         | 70         | 13         | 1.259                     | 5       | 13        | 160       | 51         |
| 1999                      | 104.300     | 105.350     | 99,0        | 73         | 59         | 14         | 1.428                     | 5       | 14        | 147       | 51         |
| 2000                      | 104.600     | 105.500     | 99,1        | 76         | 62         | 14         | 1.376                     | 4       | 14        | 132       | 51         |
| 2001                      | 106.497     | 107.095     | 99,4        | 107        | 94         | 13         | 995                       | 4       | 14        | 107       | 51         |
| 2002                      | 106.402     | 107.000     | 99,4        | 72         | 63         | 9          | 1.477                     | 4       | 9         | 104       | 51         |
| 2003                      | 105.835     | 106.450     | 99,4        | 70         | 61         | 9          | 1.511                     | 4       | 9         | 101       | 51         |
| 2004                      | 105.835     | 106.500     | 99,4        | 68         | 59         | 9          | 1.556                     | 8       | 9         | 100       | 51         |
| 2010                      | 108.095     | 109.132     | 99,0        | 65         | 56         | 9          | 1.663                     | 8       | 10        | 83        | 51         |
| 2014                      | 108.000     | 108.685     | 99,4        | 72         | 62         | 10         | 1.500                     | 6       | 12        | 60        | 51         |
| 2017                      | 107.800     | 108.800     | 99,1        | 69         | 57         | 12         | 1.562                     | 5       | 12        | 68        | 51         |
| 2020                      | 108.760     | 109.132     | 99,7        | 71         | 59         | 12         | 1.531                     | 5       | 14        | 67        | 50         |
| 2022                      | 108.800     | 109.132     | 99,7        | 69         | 57         | 12         | 1.576                     | 5       | 15        | 60        | 51         |

### Per la sede di Termoli
- (LA)  Ferdinando Ughelli, Italia sacra, vol. VIII, seconda edizione, Venezia, 1721, coll. 374–379
- Vincenzio d'Avino, Cenni storici sulle chiese arcivescovili, vescovili e prelatizie (nullius) del Regno delle Due Sicilie, Napoli, 1848, pp. 668–670
- Giuseppe Cappelletti, Le Chiese d'Italia della loro origine sino ai nostri giorni, vol. XIX, Venezia, 1864, pp. 351–357
- (DE)  Hans-Walter Klewitz, Zur Geschichte der Bistumsorganisation Campaniens und Apuliens im 10. und 11. Jahrhundert, in Quellen und Forschungen aus italienischen archiven und bibliotheken, XXIV (1932-33), p. 51
- (LA)  Paul Fridolin Kehr, Italia Pontificia, IX, Berolini, 1962, pp. 187-190
- (DE)  Norbert Kamp, Kirche und Monarchie im staufischen Königreich Sizilien. Prosopographische Grundlegung. Bistümer und Bischöfe des Königreichs 1194-1266. 1. Abruzzen und Kampanien, München, 1973, pp. 295–297
- (LA)  Pius Bonifacius Gams, Series episcoporum Ecclesiae Catholicae, Graz, 1957, pp. 932–933
- (LA)  Konrad Eubel, Hierarchia Catholica Medii Aevi, vol. 1, pp. 483–484; vol. 2, p. 247; vol. 3, p. 312; vol. 4, p. 334; vol. 5, p. 376; vol. 6, p. 403; vol. 7, p. 366; vol. 8, p. 549

### Per la sede di Larino
- (LA)  Ferdinando Ughelli, Italia sacra, vol. VIII, seconda edizione, Venezia, 1721, coll. 302–309
- Giovanni Andrea Tria, Memorie storiche, civili ed ecclesiastiche della città e diocesi di Larino, Roma, 1744
- Vincenzio d'Avino, Cenni storici sulle chiese arcivescovili, vescovili e prelatizie (nullius) del Regno delle Due Sicilie, Napoli, 1848, pp. 292–295
- Giuseppe Cappelletti, Le Chiese d'Italia della loro origine sino ai nostri giorni, vol. XIX, Venezia, 1864, pp. 223–253
- Francesco Lanzoni, Le diocesi d'Italia dalle origini al principio del secolo VII (an. 604), vol. I, Faenza, 1927, p. 277
- (DE)  Hans-Walter Klewitz, Zur Geschichte der Bistumsorganisation Campaniens und Apuliens im 10. und 11. Jahrhundert, in Quellen und Forschungen aus italienischen archiven und bibliotheken, XXIV (1932-33), pp. 48-49
- (LA)  Paul Fridolin Kehr, Italia Pontificia, IX, Berolini, 1962, pp. 173-186
- (DE)  Norbert Kamp, Kirche und Monarchie im staufischen Königreich Sizilien. Prosopographische Grundlegung. Bistümer und Bischöfe des Königreichs 1194-1266. 1. Abruzzen und Kampanien, München, 1973, pp. 266–270
- (LA)  Pius Bonifacius Gams, Series episcoporum Ecclesiae Catholicae, Graz, 1957, pp. 888–889
- (LA)  Konrad Eubel, Hierarchia Catholica Medii Aevi, vol. 1, p. 294; vol. 2, p. 172; vol. 3, p. 219; vol. 4, p. 215; vol. 5, pp. 236–237; vol. 6, p. 253; vol. 7, p. 232; vol. 8, p. 334